# Holanthus hickmani
Holanthus hickmani is een zee-egel uit de familie Hemiasteridae.
De wetenschappelijke naam van de soort werd in 1914 gepubliceerd door René Koehler.